# Narodowy Komitet Wyborczy Stronnictw Demokratycznych
Narodowy Komitet Wyborczy Stronnictw Demokratycznych – komitet wyborczy powołany 20 grudnia 1918, przed wyborami parlamentarnymi w Polsce w 1919. W jego skład weszły: Stronnictwo Narodowo-Demokratyczne, Stronnictwo Chrześcijańsko-Demokratyczne, Polska Partia Postępowa, Zjednoczenie Narodowe, Narodowa Akcja Wyborcza Kobiet Polskich.
Po kilku tygodniach przystąpiły ponadto: Stronnictwo Polityki Realnej, Stronnictwo Odrodzenia Narodowego, Stronnictwo Pracy Narodowej, Koło Polityczne Zrzeszeń Robotniczych, Stowarzyszenie Robotników Chrześcijańskich i Związek Niezależności Gospodarczej.
W wyborach 1919 sojusz ten uzyskał 37% głosów, a przez to 109 mandatów (posłowie w większości pochodzili z Wielkopolski).